# 努库斯美术馆
努库斯美术馆又名卡拉卡爾帕克斯坦美術館或薩維茨基博物館，是烏茲別克努庫斯的一座博物館，館藏超過82,000件，其中俄羅斯前衛藝術作品數量為世界第二（僅次於俄羅斯聖彼得堡的俄羅斯博物館），此外還展出許多古物與卡拉卡爾帕克人的手工藝品。英國《衛報》將努库斯美术馆譽為「烏茲別克的羅浮宮」；法國週刊《電視全覽》稱其為「草原上的羅浮宮」（法語：Le Louvre des steppes）。

## 歷史
努庫斯美術館於1966年由出身烏克蘭的藝術家與考古學家伊戈爾·薩維茨基主導建立並擔任首任館長，他最早於1942年第二次世界大戰期間來到烏茲別克，1950年首次到訪卡拉卡爾帕克斯坦參加花剌子模考古與民族調查團，隨後遷居卡拉卡爾帕克斯坦的首府努庫斯，收藏許多當地文物，並說服當局在努庫斯開設一座博物館。努庫斯美術館甫建立時展品大多是卡拉卡爾帕克斯坦地區（如花剌子模要塞）出土的考古文物與當地手工藝品，多為薩維茨基親自收集而來，他也收集當代中亞藝術家的作品，並購買與中亞相關的俄羅斯藝術家作品，包括構成主義、立體主義、未來主義以及新原始主義等前衛藝術的不同流派，其中不乏被蘇聯政府視為頹廢藝術而禁止的作品，當時卡拉卡爾帕克斯坦當局雖略知薩維茨基收集的作品風格，但並未加以阻止。
大部分薩維茨基收集的作品起初沒有在美術館中公開展出，直到1985年（薩維茨基逝世後一年）蘇聯經濟改革與1991年烏茲別克獨立以後其收藏的規模與重要程度才漸為人所知。2003年努庫斯美術館建造了新館大樓。
1984年薩維茨基逝世後玛丽尼卡·芭芭娜扎罗瓦接任努庫斯美術館的館長，2015年突然因一起盜竊爭議被無預警解僱，在兩名任期較短的館長相繼去職後，2017年由古丽巴哈尔·伊津塔埃娃（Gulbahar Izentaeva）接任，芭芭娜扎罗瓦對其持批判態度，2019年伊津塔埃娃去職，季格兰·姆克尔特切夫（Tigran Mkrtychev）經甄選勝出接任館長。
目前努庫斯美術館正將展品數位化，並採取海外設展等方式以吸引世界各地的藝術愛好者前來參訪。

## 展品
努庫斯美術館現有「烏茲別克1920至1930年代的前衛藝術」、「20世紀的俄羅斯前衛藝術」、「卡拉卡爾帕克斯坦的現代藝術」、「卡拉卡爾帕克斯坦的傳統藝術」與「古花剌子模考古」等五大展廳，其中俄羅斯前衛藝術藏品的數量為世界第二（僅次於聖彼得堡的俄羅斯博物館），共有約1萬件，包括畫作與雕塑等，其中包含約100幅有「烏茲別克的前衛藝術之父」之稱的畫家亞歷山大·沃尔科夫之畫作，是收藏其作品數量最多的博物館，另外還有阿列克谢·莫古诺夫、米哈伊尔‧索科洛夫、尼古拉·德米特里耶维奇·库兹涅佐夫與烏拉爾·坦西克巴耶夫等藝術家的畫作。
努庫斯美術館中許多藏品的創作者（如亞歷山大·尼古拉耶夫）曾受到史達林的迫害，他們的作品本應被銷毀，但薩維茨基皆設法將其收藏保存。

## 圖集

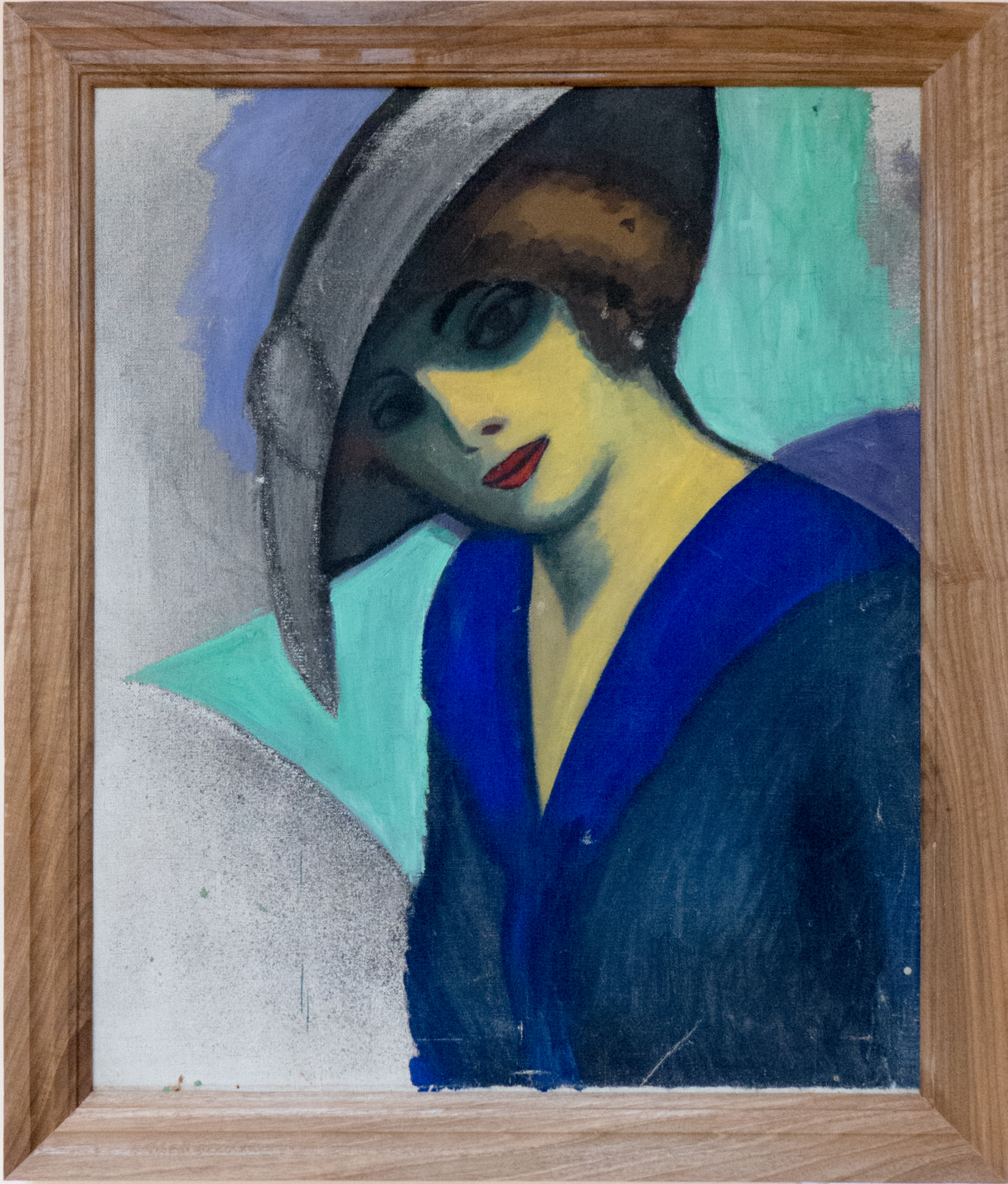
库兹涅佐夫畫作女人頭像
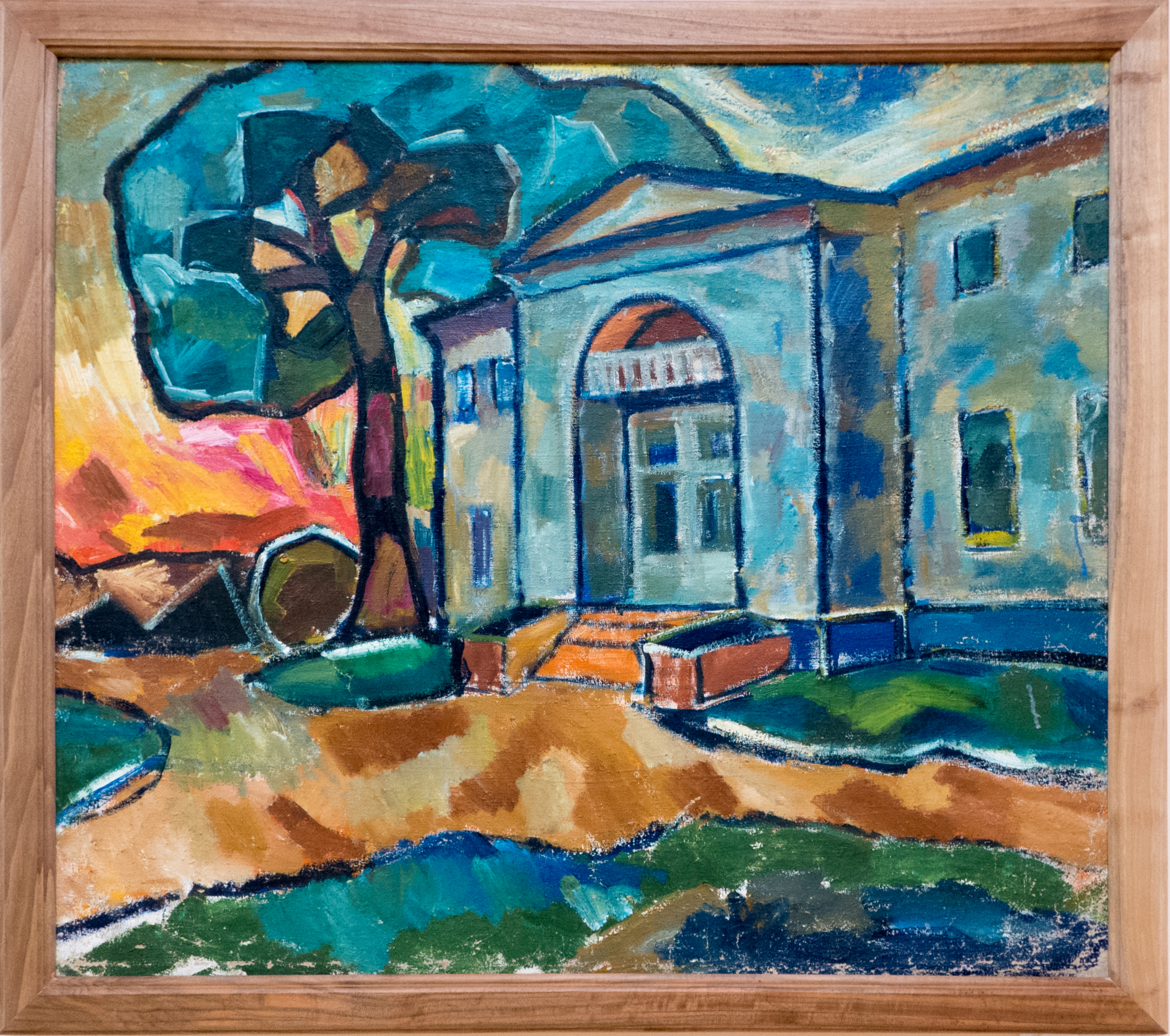
莫古诺夫畫作庫濟明基
塔拉索夫畫作藝術家
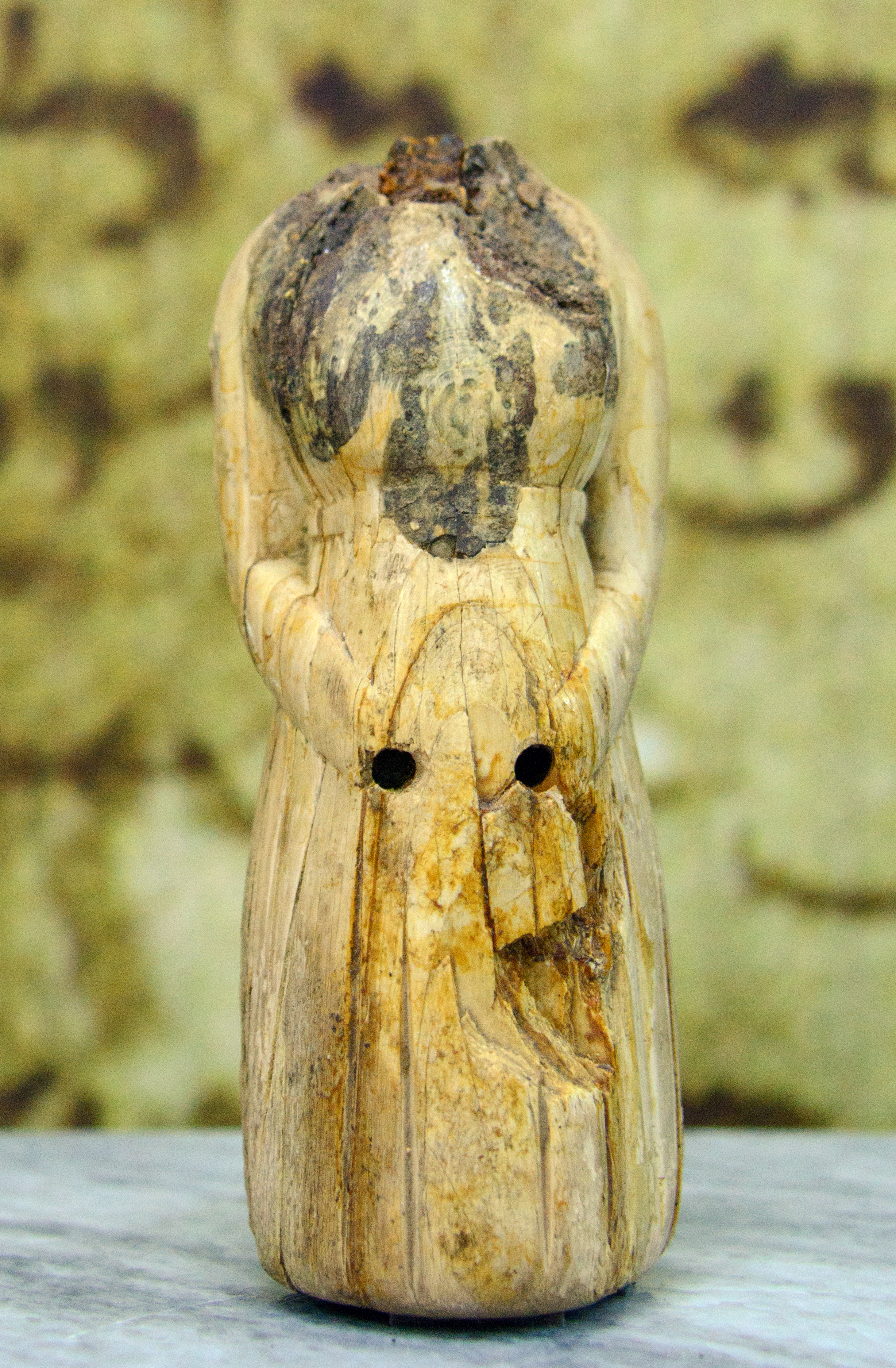
小型女神雕像（2至6世紀）
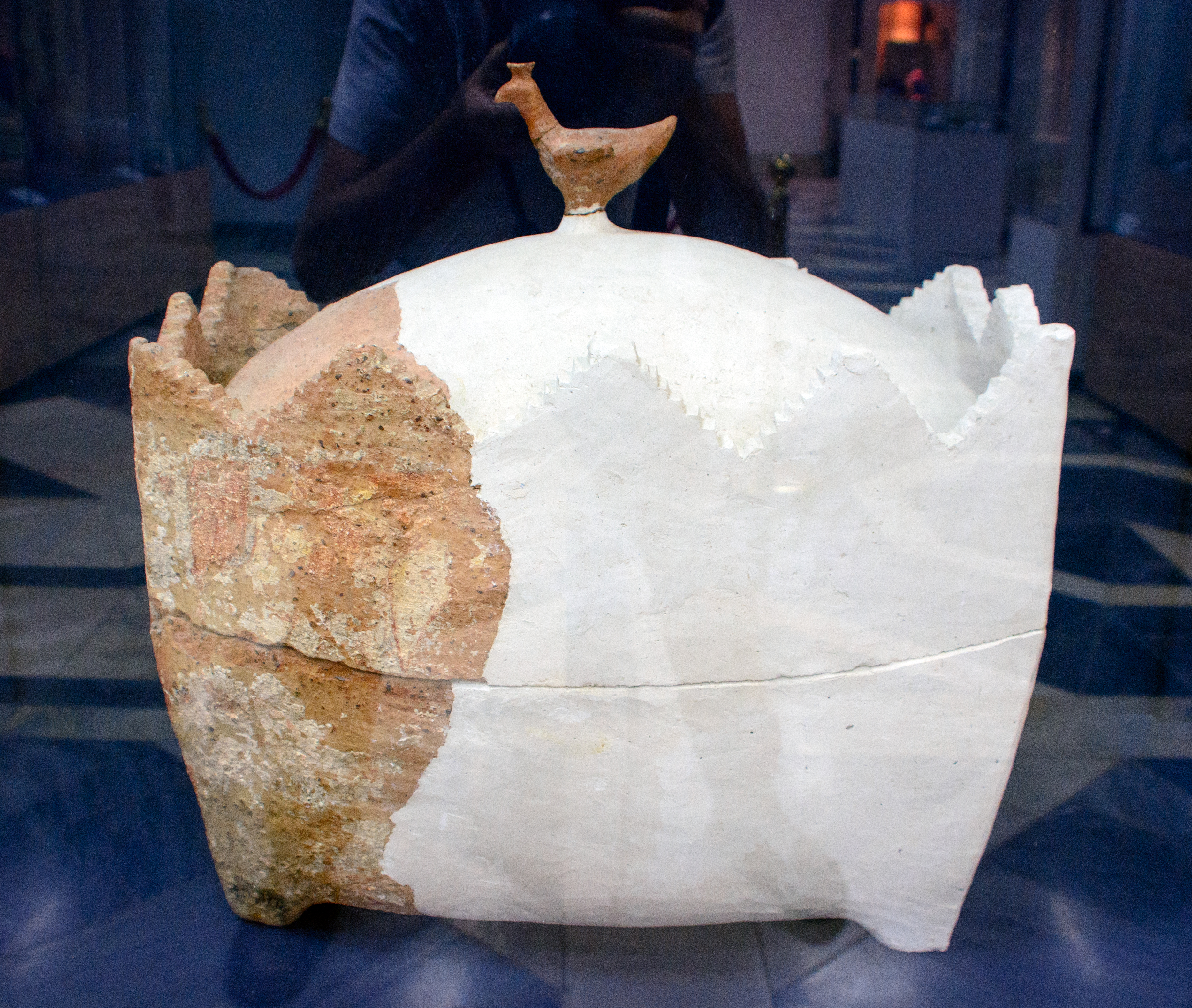
祆教的寂靜塔（英语：Tower of Silence）（公元前1世紀至1世紀）

## 外部連結
- 網站